# Großer Preis von Spanien 2025
Der Große Preis von Spanien 2025 (offiziell Formula 1 Aramco Gran Premio de España 2025) fand am 1. Juni auf dem Circuit de Barcelona-Catalunya in Montmeló statt und war das neunte Rennen der Formel-1-Weltmeisterschaft 2025.

## Bericht

### Hintergründe
Nach dem Großen Preis von Monaco führte Oscar Piastri mit drei Punkten vor Lando Norris und mit 25 Punkten vor Max Verstappen die Fahrerweltmeisterschaft an. In der Konstrukteurswertung führte McLaren mit 172 Punkten vor Mercedes und mit 176 Punkten vor Red Bull Racing.
Zum Großen Preis von Spanien gab es eine Änderung bezüglich der Verformungsregeln der Frontflügeln. So wurde die maximale erlaubte Verformung der Frontflügel unter vorgegebener Last von 15 auf zehn Millimeter reduziert.
Beim Großen Preis von Spanien stellte Pirelli den Fahrern die Reifenmischungen C1 Hard (weiß), C2 Medium (gelb) und C3 Soft (rot) sowie Cinturato Intermediates (grün) und Cinturato Full-Wets (blau) für nasse Bedingungen zur Verfügung.
Kick Sauber trat mit einer pixelbasierten Sonderlackierung zum Grand Prix an.
Verstappen (acht), Liam Lawson (sechs), Piastri, Oliver Bearman, Nico Hülkenberg (jeweils vier), Norris, Lance Stroll (jeweils drei), Fernando Alonso, Carlos Sainz jr., Alexander Albon, Franco Colapinto (jeweils zwei) und George Russell (einer) gingen mit Strafpunkten ins Rennwochenende.
Mit Lewis Hamilton (sechsmal), Verstappen (viermal) und Alonso (zweimal) traten drei ehemalige Sieger zu diesem Grand Prix an.
Als Rennkommissare für dieses Rennwochenende fungierten Nish Shetty (SGP), Matthew Selley (AUS), Vitantonio Liuzzi (ITA) und David Domingo (ESP).

### Training
Am ersten freien Training nahmen zwei Nachwuchsfahrer (Young Driver) teil: Ryō Hirakawa übernahm den Haas von Esteban Ocon und bei Williams setzte Albon für Victor Martins aus. Norris war mit einer Zeit von 1:13,718 Minuten Schnellster vor Verstappen vor Hamilton.
Im zweiten freien Training belegte Piastri vor Russell und Verstappen die ersten drei Plätze.
Das dritte freie Training dominierte Piastri mit einem Vorsprung von 0,526 Sekunden auf Norris. Der drittplatzierte Charles Leclerc hatte mit dem Ferrari bereits 0,743 Sekunden Rückstand auf die beiden McLaren.

### Qualifying
Das Qualifying bestand aus drei Teilen mit einer Nettolaufzeit von 45 Minuten. Im ersten Qualifying-Segment (Q1) hatten die Fahrer 18 Minuten Zeit, um sich für das Rennen zu qualifizieren. Alle Fahrer, die maximal 107 Prozent der schnellsten Rundenzeit erreichten, qualifizierten sich für den Grand Prix. Die besten 15 Fahrer qualifizierten sich für den nächsten Teil. Piastri war Schnellster. Hülkenberg, Ocon, Sainz jr., Colapinto und Yūki Tsunoda schieden aus.
Der zweite Abschnitt (Q2) dauerte 15 Minuten. Die zehn schnellsten Piloten qualifizierten sich für den nächsten Teil. Piastri war erneut Schnellster. Albon, Gabriel Bortoleto, Lawson, Bearman und Stroll schieden aus.
Der finale Abschnitt (Q3) ging über eine Zeit von zwölf Minuten, in denen die ersten zehn Startpositionen vergeben wurden. Piastri war auch in diesem Abschnitt vorne und sicherte sich so seine vierte Pole-Position vor Norris und Verstappen. Dahinter folgte Russell  mit der exakt gleichen Rundenzeit auf dem vierten Platz. Da Verstappen seine Zeit vor Russell gefahren war, wurde dieser gemäß Reglement vor dem Briten gewertet.

### Rennen
Aus der Pole-Position gestartet übernahm Piastri die Führung. Hinter Piastri duellierten sich Verstappen, Norris und Russell, in der ersten Kurve bremste Verstappen später als seine Konkurrenten und überholte Norris, der auf dem zweiten Startplatz los gefahren war. Nach vier Runden führte Piastri bereits mit zwei Sekunden Vorsprung auf Verstappen.
In der neunten Runde gab Ferrari seinen Fahrern die Anweisung, die Plätze vier und fünf zu tauschen, da Leclerc schneller war als Hamilton. Die Anweisung kam spät, da Norris auf dem dritten Rang bereits eine Lücke von fünf Sekunden auf die Ferraris herausgefahren hatte.
In der zwölften Runde gaben die Reifen von Verstappen so stark nach, dass ihn Norris bereits eine Runde später überholen konnte. Der führende Piastri hatte bereits über vier Sekunden Vorsprung auf seinen Teamkollegen, Verstappen absolvierte seinen ersten Boxenstopp.
Norris stoppte in der 21. Runde, danach lag er über zehn Sekunden hinter Verstappen, dessen Undercut bestens aufging. Norris hatte dafür die um achtrunden neueren Reifen am Auto. Nach dem Reifenwechsel von Piastri lag Verstappen mit 5,7 Sekunden Vorsprung an der Spitze. Seinen zweiten Stopp legte Verstappen in der 29. Runde ein, er kam als Vierter aus der Boxenstraße. Da Verstappen an Tempo zulegte, konnte die Konkurrenz davon ausgehen, dass man bei Red Bull auf eine Dreistoppstrategie umgestellt hatte. Verstappen ging am drittplatzierten Leclerc vorbei und lag nur noch knapp sechs Sekunden hinter Norris, der einen Stopp weniger eingelegt hatte bis dahin.
Verstappen und Norris kamen nacheinander zum letzten Stopp in der 47. und 48. Runde, Norris lag danach mit 2,2 Sekunden Vorsprung vor Verstappen. Piastri legte in Runde 49 den letzten Halt ein. Er kam mit 3,7 Sekunden Vorsprung auf Noris zurück auf die Rennstrecke und auf dem ersten Platz.
Wegen eines Motorschadens musste Andrea Kimi Antonelli seinen Mercedes in einem Kiesbett parken. Das Safety-Car kam neun Runden vor Schluss auf die Strecke. Während dieser Gelbphase kamen die Fahrer nochmals an die Boxen zum erneuten Reifenwechsel. Während die McLaren-Fahrer die weichen Soft-Reifen erhielten, bekam Verstappen die harten Reifen aufgezogen, da alle Sätze weiche Reifen bereits verbraucht waren. Piastri fuhr vor dem Neustart langsam, damit die harten Reifen von Verstappen abkühlten, was zur Folge hatte, dass Verstappen in einer Kurve beinahe von der Strecke abkam. Nach dem Restart setzte Leclerc zum Überholen an bei Verstappen. Beim Überholmanöver berührten sich die beiden Autos leicht. In der ersten Kurve, Russell wäre beinahe auch an Verstappen vorbeigekommen, doch Verstappen hielt nicht an seiner Linie fest und verließ die Rennstrecke, um vorne zu bleiben. Die Rennleitung leitete eine Untersuchung ein. Der Renningenieur von Verstappen hatte ihm empfohlen, um eine Strafe zu vermeiden, seinen Platz an Russell abzutreten. Es sah so aus, als Verstappen den Mercedes von Russell vorbeilassen wollte (er verlangsamte und fuhr von der Ideallinie), doch plötzlich zog er gegen das Auto von Russell und berührte ihn seitlich. Russell kam danach an Verstappen vorbei. Diese Aktion von Verstappen belegte die Rennleitung mit einer 10-Sekunden-Strafe, was zur Folge hatte, dass Verstappen vom fünften Platz auf den 10. Rang zurückfiel.
Positiv zu erwähnen ist, dass das Sauber-Team mit verschiedenen Updates am Auto in die richtige Richtung gearbeitet hat. Hülkenberg überholte in den letzten Runden Hamilton und er belegte, nach der Strafe von Verstappen, den fünften Platz.
Das McLaren-Team feierte einen weiteren Doppelsieg mit einer souveränen Fahrt von Piastri, Leclerc im Ferrari komplettierte das Siegerpodest mit dem dritten Rang.

## Meldeliste
| Team                                        | Nr. | Stammfahrer           | Chassis                           | Motor      | Reifen |
| ------------------------------------------- | --- | --------------------- | --------------------------------- | ---------- | ------ |
| Oracle Red Bull Racing                      | 01  | Max Verstappen        | Red Bull Racing RB21              | Honda RBPT | P      |
| Oracle Red Bull Racing                      | 22  | Yūki Tsunoda          | Red Bull Racing RB21              | Honda RBPT | P      |
| McLaren Formula 1 Team                      | 81  | Oscar Piastri         | McLaren MCL39                     | Mercedes   | P      |
| McLaren Formula 1 Team                      | 04  | Lando Norris          | McLaren MCL39                     | Mercedes   | P      |
| Scuderia Ferrari HP                         | 16  | Charles Leclerc       | Ferrari SF-25                     | Ferrari    | P      |
| Scuderia Ferrari HP                         | 44  | Lewis Hamilton        | Ferrari SF-25                     | Ferrari    | P      |
| Mercedes-AMG Petronas Formula One Team      | 63  | George Russell        | Mercedes-AMG F1 W16 E Performance | Mercedes   | P      |
| Mercedes-AMG Petronas Formula One Team      | 12  | Andrea Kimi Antonelli | Mercedes-AMG F1 W16 E Performance | Mercedes   | P      |
| Aston Martin Aramco Formula One Team        | 18  | Lance Stroll          | Aston Martin AMR25                | Mercedes   | P      |
| Aston Martin Aramco Formula One Team        | 14  | Fernando Alonso       | Aston Martin AMR25                | Mercedes   | P      |
| BWT Alpine F1 Team                          | 10  | Pierre Gasly          | Alpine A525                       | Renault    | P      |
| BWT Alpine F1 Team                          | 43  | Franco Colapinto      | Alpine A525                       | Renault    | P      |
| MoneyGram Haas F1 Team                      | 31  | Esteban Ocon          | Haas VF-25                        | Ferrari    | P      |
| MoneyGram Haas F1 Team                      | 87  | Oliver Bearman        | Haas VF-25                        | Ferrari    | P      |
| MoneyGram Haas F1 Team                      | 50  | Ryō Hirakawa          | Haas VF-25                        | Ferrari    | P      |
| Visa Cash App Racing Bulls Formula One Team | 06  | Isack Hadjar          | Racing Bulls VCARB 02             | Honda RBPT | P      |
| Visa Cash App Racing Bulls Formula One Team | 30  | Liam Lawson           | Racing Bulls VCARB 02             | Honda RBPT | P      |
| Atlassian Williams Racing                   | 23  | Alexander Albon       | Williams FW47                     | Mercedes   | P      |
| Atlassian Williams Racing                   | 55  | Carlos Sainz jr.      | Williams FW47                     | Mercedes   | P      |
| Atlassian Williams Racing                   | 45  | Victor Martins        | Williams FW47                     | Mercedes   | P      |
| Stake F1 Team Kick Sauber                   | 27  | Nico Hülkenberg       | Kick Sauber C45                   | Ferrari    | P      |
| Stake F1 Team Kick Sauber                   | 05  | Gabriel Bortoleto     | Kick Sauber C45                   | Ferrari    | P      |

Anmerkungen
1. 1 2  Der Haas mit der Startnummer 50 wurde im ersten freien Training für Hirakawa eingesetzt. Ocon übernahm das Fahrzeug anschließend für das restliche Rennwochenende mit seiner Startnummer 31.
2. 1 2  Der Williams mit der Startnummer 45 wurde im ersten freien Training für Martins eingesetzt. Albon übernahm das Fahrzeug anschließend für das restliche Rennwochenende mit seiner Startnummer 23.

## Klassifikation

### Qualifying
| Pos.                                                                      | Fahrer                | Konstrukteur                 | Q1       | Q2       | Q3       | Start |
| ------------------------------------------------------------------------- | --------------------- | ---------------------------- | -------- | -------- | -------- | ----- |
| 01                                                                        | Oscar Piastri         | McLaren-Mercedes             | 1:12,551 | 1:11,998 | 1:11,546 | 01    |
| 02                                                                        | Lando Norris          | McLaren-Mercedes             | 1:12,799 | 1:12,056 | 1:11,755 | 02    |
| 03                                                                        | Max Verstappen        | Red Bull Racing-Honda RBPT   | 1:12,798 | 1:12,358 | 1:11,848 | 03    |
| 04                                                                        | George Russell        | Mercedes                     | 1:12,806 | 1:12,407 | 1:11,848 | 04    |
| 05                                                                        | Lewis Hamilton        | Ferrari                      | 1:13,058 | 1:12,447 | 1:12,045 | 05    |
| 06                                                                        | Andrea Kimi Antonelli | Mercedes                     | 1:12,815 | 1:12,585 | 1:12,111 | 06    |
| 07                                                                        | Charles Leclerc       | Ferrari                      | 1:13,014 | 1:12,495 | 1:12,131 | 07    |
| 08                                                                        | Pierre Gasly          | Alpine-Renault               | 1:13,081 | 1:12,611 | 1:12,199 | 08    |
| 09                                                                        | Isack Hadjar          | Racing Bulls-Honda RBPT      | 1:13,139 | 1:12,461 | 1:12,252 | 09    |
| 10                                                                        | Fernando Alonso       | Aston Martin Aramco-Mercedes | 1:13,102 | 1:12,523 | 1:12,284 | 10    |
| 11                                                                        | Alexander Albon       | Williams-Mercedes            | 1:13,044 | 1:12,641 | –        | 11    |
| 12                                                                        | Gabriel Bortoleto     | Kick Sauber-Ferrari          | 1:13,045 | 1:12,756 | –        | 12    |
| 13                                                                        | Liam Lawson           | Racing Bulls-Honda RBPT      | 1:13,039 | 1:12,763 | –        | 13    |
| 14                                                                        | Lance Stroll          | Aston Martin Aramco-Mercedes | 1:13,038 | 1:13,058 | –        | 14    |
| 15                                                                        | Oliver Bearman        | Haas-Ferrari                 | 1:13,074 | 1:13,315 | –        | 15    |
| 16                                                                        | Nico Hülkenberg       | Kick Sauber-Ferrari          | 1:13,190 | –        | –        | 16    |
| 17                                                                        | Esteban Ocon          | Haas-Ferrari                 | 1:13,201 | –        | –        | 17    |
| 18                                                                        | Carlos Sainz jr.      | Williams-Mercedes            | 1:13,203 | –        | –        | 18    |
| 19                                                                        | Franco Colapinto      | Alpine-Renault               | 1:13,334 | –        | –        | 19    |
| 20                                                                        | Yūki Tsunoda          | Red Bull Racing-Honda RBPT   | 1:13,385 | –        | –        | Box   |
| 107-Prozent-Zeit: 1:17,829 min (bezogen auf Q1-Bestzeit von 1:12,551 min) |                       |                              |          |          |          |       |

Anmerkungen
1. ↑  Tsunoda musste aus der Boxengasse starten, da an seinem Wagen unter Parc-fermé-Bedingungen gearbeitet wurde.

### Rennen
| Pos.                                                              | Fahrer                | Konstrukteur                 | Runden | Stopps | Zeit        | Start | Schnellste Runde |
| ----------------------------------------------------------------- | --------------------- | ---------------------------- | ------ | ------ | ----------- | ----- | ---------------- |
| 01                                                                | Oscar Piastri         | McLaren-Mercedes             | 66     | 3      | 1:32:57,375 | 01    | 1:15,743 (61.)   |
| 02                                                                | Lando Norris          | McLaren-Mercedes             | 66     | 3      | 0+ 2,471    | 02    | 1:16,187 (61.)   |
| 03                                                                | Charles Leclerc       | Ferrari                      | 66     | 4      | + 10,455    | 03    | 1:17,259 (62.)   |
| 04                                                                | George Russell        | Mercedes                     | 66     | 3      | + 11,359    | 04    | 1:17,244 (62.)   |
| 05                                                                | Nico Hülkenberg       | Kick Sauber-Ferrari          | 66     | 3      | + 13,648    | 16    | 1:17,575 (63.)   |
| 06                                                                | Lewis Hamilton        | Ferrari                      | 66     | 3      | + 15,508    | 05    | 1:17,706 (62.)   |
| 07                                                                | Isack Hadjar          | Racing Bulls-Honda RBPT      | 66     | 3      | + 16,022    | 09    | 1:17,770 (63.)   |
| 08                                                                | Pierre Gasly          | Alpine-Renault               | 66     | 3      | + 17,882    | 08    | 1:17,896 (63.)   |
| 09                                                                | Fernando Alonso       | Aston Martin Aramco-Mercedes | 66     | 3      | + 21,564    | 10    | 1:18,128 (66.)   |
| 10                                                                | Max Verstappen        | Red Bull Racing-Honda RBPT   | 66     | 4      | + 21,826    | 03    | 1:17,019 (62.)   |
| 11                                                                | Liam Lawson           | Racing Bulls-Honda RBPT      | 66     | 2      | + 25,532    | 13    | 1:19,424 (62.)   |
| 12                                                                | Gabriel Bortoleto     | Kick Sauber-Ferrari          | 66     | 2      | + 25,996    | 12    | 1:18,297 (52.)   |
| 13                                                                | Yūki Tsunoda          | Red Bull Racing-Honda RBPT   | 66     | 4      | + 28,822    | Box   | 1:17,998 (47.)   |
| 14                                                                | Carlos Sainz jr.      | Williams-Mercedes            | 66     | 3      | + 29,309    | 18    | 1:19,317 (66.)   |
| 15                                                                | Franco Colapinto      | Alpine-Renault               | 66     | 3      | + 31,381    | 19    | 1:18,353 (42.)   |
| 16                                                                | Esteban Ocon          | Haas-Ferrari                 | 66     | 2      | + 32,197    | 17    | 1:18,624 (47.)   |
| 17                                                                | Oliver Bearman        | Haas-Ferrari                 | 66     | 3      | + 37,065    | 15    | 1:18,907 (63.)   |
| –                                                                 | Andrea Kimi Antonelli | Mercedes                     | 53     | 2      | DNF         | 06    | 1:18,255 (52.)   |
| –                                                                 | Alexander Albon       | Williams-Mercedes            | 27     | 2      | DNF         | 11    | 1:20,508 (09.)   |
| DNS                                                               | Lance Stroll          | Aston Martin Aramco-Mercedes | –      | –      | –           | 14    | –                |
| Fahrer des Tages: Max Verstappen (19,7 % der abgegebenen Stimmen) |                       |                              |        |        |             |       |                  |

Anmerkungen
1. ↑  Stroll konnte aufgrund einer Verletzung an der Hand nicht am Rennen teilnehmen.

## WM-Stände nach dem Rennen
Die ersten zehn des Rennens bekamen 25, 18, 15, 12, 10, 8, 6, 4, 2 bzw. 1 Punkt(e).

### Fahrerwertung
| Pos. | Fahrer                | Konstrukteur               | Punkte |
| ---- | --------------------- | -------------------------- | ------ |
| 01   | Oscar Piastri         | McLaren-Mercedes           | 186    |
| 02   | Lando Norris          | McLaren-Mercedes           | 176    |
| 03   | Max Verstappen        | Red Bull Racing-Honda RBPT | 137    |
| 04   | George Russell        | Mercedes                   | 111    |
| 05   | Charles Leclerc       | Ferrari                    | 94     |
| 06   | Lewis Hamilton        | Ferrari                    | 71     |
| 07   | Andrea Kimi Antonelli | Mercedes                   | 48     |
| 08   | Alexander Albon       | Williams-Mercedes          | 42     |
| 09   | Isack Hadjar          | Racing Bulls-Honda RBPT    | 21     |
| 10   | Esteban Ocon          | Haas-Ferrari               | 20     |
| 11   | Nico Hülkenberg       | Kick Sauber-Ferrari        | 16     |

| Pos. | Fahrer            | Konstrukteur                                       | Punkte |
| ---- | ----------------- | -------------------------------------------------- | ------ |
| 12   | Lance Stroll      | Aston Martin Aramco-Mercedes                       | 14     |
| 13   | Carlos Sainz jr.  | Williams-Mercedes                                  | 12     |
| 14   | Pierre Gasly      | Alpine-Renault                                     | 11     |
| 15   | Yūki Tsunoda      | Red Bull Racing-Honda RBPT/Racing Bulls-Honda RBPT | 10     |
| 16   | Oliver Bearman    | Haas-Ferrari                                       | 6      |
| 17   | Liam Lawson       | Racing Bulls-Honda RBPT/Red Bull Racing-Honda RBPT | 4      |
| 18   | Fernando Alonso   | Aston Martin Aramco-Mercedes                       | 2      |
| 19   | Jack Doohan       | Alpine-Renault                                     | 0      |
| 20   | Gabriel Bortoleto | Kick Sauber-Ferrari                                | 0      |
| 21   | Franco Colapinto  | Alpine-Renault                                     | 0      |

### Konstrukteurswertung
| Pos. | Konstrukteur               | Punkte |
| ---- | -------------------------- | ------ |
| 01   | McLaren-Mercedes           | 362    |
| 02   | Ferrari                    | 165    |
| 03   | Mercedes                   | 159    |
| 04   | Red Bull Racing-Honda RBPT | 144    |
| 05   | Williams-Mercedes          | 54     |

| Pos. | Konstrukteur                 | Punkte |
| ---- | ---------------------------- | ------ |
| 06   | Racing Bulls-Honda RBPT      | 28     |
| 07   | Haas-Ferrari                 | 26     |
| 08   | Aston Martin Aramco-Mercedes | 16     |
| 09   | Kick Sauber-Ferrari          | 16     |
| 10   | Alpine-Renault               | 11     |